# Arkady Luxemburg
Arkady Luxemburg er en af de mest produktive og berømte levende moldovisk-amerikanske komponister. [1]
Han modtog en kandidateksamen på Musikkakademiet i Kishinev, Moldova i det tidligere Sovjetunionen, hvor han fik grader i klaverforestilling, komposition og musikteori. Han har arbejdet som instruktør, en koncertpianist og en akkompagnatør på forskellige institutioner rundt om i verden, herunder Moldova-akademiet for musik, Moldova-højskolen for musik, Moldova-skolen for musik, San Diego State University, Mesa College, California Ballet og David Yellin College. Flere af hans studerende er blevet til verdenskendte kunstnere, herunder Oleg Maisenberg og Mark Seltzer.
Han har skrevet flere værker om musikteori og harmoni. Arkady blev tildelt den moldoviske komponist af årets pris i 1967.
Han er medlem af Composers Union og ASCAP i USA.
Noterbare symfoniske værker omfatter: "Sinfonietta", Symphony for Strings, To Concertos for Klaver med Orkester, Concerto for Cello med Orkester, Symphony Fantasy "Forårsmelodier." Bemærkelsesværdige værker til klaver solo omfatter: "Aquarelie", "Shostakovits hukommelse", "I hukommelsen til Gershwin", Sonata, Sonatina, "Blueses", "Preludes".
En stor del af hans værker er optaget. De udgives regelmæssigt og spilles i den tjekkiske og slovakiske republik, det tidligere Sovjetunionen, Rumænien, Ungarn, Israel, Frankrig og USA. Siden 1995 har han opholdt sig i San Diego, Californien, hvor han fortsatte sin karriere som Performer, Komponist og Instructor.